# Lidia Czarska (piosenkarka)
Lidia Czarska (właściwie Lidia Czarska-Kesikowa) – polska piosenkarka aktywna w latach 50. XX wieku.

## Kariera
Kariera artystki skupiona była wokół Polskiego Radia w Katowicach. W 1956 roku dokonała pierwszych nagrań dla wytwórni Polskie Nagrania. Wśród trzech zarejestrowanych wtedy piosenek jedną nagrała w duecie z Edwardem Kluczką. W 1957 dokonała kolejnych nagrań dla wytwórni, które były jej ostatnimi.

## Dyskografia[4][5]
W latach swojej kariery artystka nie wydała żadnego albumu solowego, utwory w jej wykonaniu ukazywały się na składankach w postaci płyt szelakowych, na których ukazały się wszystkie nagrania artystki dokonane dla wytwórni Polskie Nagrania. Oprócz tego utwory premierowo ukazywały się na czwórkach, oraz jednym 10-calowym longplayu.
Płyty szelakowe:
- Muza 3173 - Tata gra mambo (muz. Al Hoffman, sł. Anna Jakowska)
- Muza 3175 - Bella, bella donna (muz. Gerhard Winkler, sł. Anna Jakowska) [duet z Edwardem Kluczką]
- Muza 3183 - Kasztany (muz. Zbigniew Korepta, sł. Krystyna Wodnicka)
- Muza 3212 - Tak, czy nie (muz. Jerzy Harald, sł. Krystyna Chudowolska)
- Muza 3243 - Wiosną kwitną tu kasztany (muz. Marek Sart, sł. Aleksander Rymkiewicz)
- Muza 3251 - Stary zegar (muz. Arangi Lombardi, sł. Anna Jakowska)
- Muza 3254 - Botch-a-Me [Baczumija] (muz. Luigi Astore, sł. pol. Anna Jakowska)

Czwórki:
- Muza N 0006 / Pronit N 0006 - Bella, bella donna, Kasztany
- Muza N 0063 / Pronit N 0063 - Tak, czy nie, Wiosną kwitną tu kasztany
- Muza N 0081 / Pronit N 0081 - Botch-a-Me [Baczumija]
- Veriton 203 - Bella, bella donna, Kasztany

Longplaye 10-calowe:
- Muza L 0321 / Pronit L 0321 [Złota seria przebojów nr. 2] - Kasztany

Longplaye 12-calowe:
- Muza SXL 1106 [Daj mi zachować wspomnienia - Przeboje 30-lecia] - Kasztany
- Veriton SXV 802 [Z archiwum Veritonu - Modne rytmy retro] - Bella, bella donna

Kasety:
- Veriton VK 021 [Z archiwum Veritonu - Modne rytmy retro] - Bella, bella donna

CD:
- Muza PNCD 440 [Miłość i serenady] - Bella, bella donna, Kasztany
- Muza PNCD 1615 [40 tylko polskich piosenek - Lata '50, cz. 2] - Kasztany
- TR CD 104 [Niezapomniane piosenki lat 50-tych vol. 1] - Tata gra mambo
- TR CD 104 [Niezapomniane piosenki lat 50-tych vol. 4] - Stary zegar, Kasztany